# Гренцтале
Гренцтале (раніше також Рупулі, Райніс) — село в Брунавскій волості Бауського краю. Розташоване на березі річки Церауксте біля шосе А7 9 кілометрів від парафіяльного центру в Ерглі, за 15 кілометрів від крайового центру Бауска і за 82 км від Риги.
Нинішнє поселення виникло за радянських часів на місці Рупулі саджа як село радгоспу Райня. У Гренцталі є культурний центр, готель, магазин, заправка. Зараз на північному заході села є невикористаний аеродром.
2 серпня 1997 року прикордонний контрольно-пропускний пункт, розташований приблизно в 4 км від Гренцтале, був відкритий як перший спільний прикордонний контрольно-пропускний пункт на латвійсько-литовському кордоні. Прикордонний контрольно-пропускний пункт «Гренцтале» діяв до включення Латвії та Литви до Шенгенської зони (21 грудня 2007 року).